# Resolutie 924 Veiligheidsraad Verenigde Naties
Resolutie 924 van de Veiligheidsraad van de Verenigde Naties werd op 1 juni 1994 unaniem aangenomen.

## Achtergrond
In 1990 werden Noord- en Zuid-Jemen voor het eerst in bijna twee eeuwen opnieuw verenigd. In 1993 werden parlementsverkiezingen gehouden, waarop een coalitie werd gevormd. Die coalitie kwam in conflict wat leidde tot geweld en in mei 1994 tot een burgeroorlog. Zuid-Jemen werd opnieuw onafhankelijk verklaard, maar werd niet erkend. Pogingen van de Verenigde Naties om een staakt-het-vuren te bewerkstelligen hadden geen effect. Al in juli 1994 werd de rebellie in het zuiden gesmoord, maar de situatie in het land bleef gespannen.

## Inhoud
De Veiligheidsraad:
- overwoog de situatie in Jemen;
- denkt aan het doel en de principes van het Handvest van de Verenigde Naties;
- is bezorgd om de dood van onschuldige burgers;
- waardeert de inspanningen van de Arabische Liga, de Golfsamenwerkingsraad, de Organisatie van de Islamitische Conferentie, de buurlanden en andere landen om het conflict vreedzaam op te lossen en de stabiliteit van Jemen te verzekeren;
- bedenkt dat de situatie de regionale vrede kan verstoren;

1. roept op tot een onmiddellijk staakt-het-vuren;
2. vraagt dat wapenleveringen onmiddellijk stoppen;
3. herinnert de betrokkenen eraan dat politieke geschillen niet met geweld kunnen worden opgelost en maant hen aan terug te onderhandelen;
4. vraagt secretaris-generaal Boutros Boutros-Ghali om wanneer mogelijk een feitenonderzoeksmissie te sturen, om de mogelijkheid tot een dialoog te bekijken;
5. vraagt de secretaris-generaal te zijner tijd en binnen de week na afloop van de missie te rapporteren over de situatie;
6. besluit om actief op de hoogte te blijven.

## Verwante resoluties
- Resolutie 188 Veiligheidsraad Verenigde Naties (1964)
- Resolutie 243 Veiligheidsraad Verenigde Naties (1967)
- Resolutie 931 Veiligheidsraad Verenigde Naties

Lijst ·  893 ·  894 ·  895 ·  896 ·  897 ·  898 ·  899 ·  900 ·  901 ·  902 ·  903 ·  904 ·  905 ·  906 ·  907 ·  908 ·  909 ·  910 ·  911 ·  912 ·  913 ·  914 ·  915 ·  916 ·  917 ·  918 ·  919 ·  920 ·  921 ·  922 ·  923 ·  924 ·  925 ·  926 ·  927 ·  928 ·  929 ·  930 ·  931 ·  932 ·  933 ·  934 ·  935 ·  936 ·  937 ·  938 ·  939 ·  940 ·  941 ·  942 ·  943 ·  944 ·  945 ·  946 ·  947 ·  948 ·  949 ·  950 ·  951 ·  952 ·  953 ·  954 ·  955 ·  956 ·  957 ·  958 ·  959 ·  960 ·  961 ·  962 ·  963 ·  964 ·  965 ·  966 ·  967 ·  968 ·  969